# Plutellus heteroporus
Plutellus heteroporus – gatunek skąposzczeta z rodziny Acanthodrillidae.

## Taksonomia
Gatunek ten opisany został w 1873 roku przez Edmonda Perriera.

## Opis
Plutellus ten wyróżnia się spośród innych przedstawicieli rodzaju posiadaniem 5 par spermatek w linii szczecinkowej b.

## Rozprzestrzenienie
Gatunek endemiczny dla australijskiej Nowej Południowej Walii, gdzie znany jest z Port Macquarie i Barrington Tops.